# Franz Knauschner
Franz Knauschner (* 20. Januar 1899 in Mětikalov (Meckl), Böhmen; † 9. März 1968) war ein deutscher Politiker der SPD.

## Ausbildung und Beruf
Franz Knauschner absolvierte das Gymnasium und erlangte das Abitur.  Nach dem Besuch der Lehrerbildungsanstalt wurde er Lehrer. Nach einer weiteren Ausbildung an der Universität war er zunächst Mittelschullehrer, Mittelschuldirektor dann Bezirksschulinspektor bzw. Schulrat. Zuletzt war er als Leiter einer Lehrerbildungsanstalt als Schulrat tätig.

## Politik
Franz Knauschner war von 1922 bis 1938 Mitglied der Deutschen Sozialdemokratischen Partei in der Tschechoslowakei (DSAP). Von 1922 bis 1930 war er dort als Schriftführer in Ortsvereinen tätig. 1930 bis 1935 war er Vorsitzender eines Ortsvereins und von 1930 bis 1935 Mitglied des Bezirksvorstandes. Seit 1923 Mitglied, fungierte er ab 1935 im Vorstand des Deutschen sozialdemokratischen Lehrerverbandes. 1938 wurde er durch die Nationalsozialisten aus dem Dienst entfernt und politisch verfolgt. Nach dem Zweiten Weltkrieg wurde er 1946 Mitglied der SPD. Knauschner war Mitglied des Vorstandes des Ortsvereins und des Stadtverbandes ab 1950 und ab 1962 war er als Mitglied des Vorstandes des Unterbezirks tätig.
Franz Knauschner war vom 23. Juli 1962 bis zu seinem Tode am 9. März 1968 direkt gewähltes Mitglied des 5. und 6. Landtages von Nordrhein-Westfalen für den Wahlkreis 092 Recklinghausen-Land-Mitte beziehungsweise für den Wahlkreis 094 Recklinghausen-Land II.